# Аша (станция)
Аша́ — станция Башкирского региона Куйбышевской железной дороги, расположенная в городе Аше Челябинской области, по адресу ул. Мира, 24.

## Информация
Станция была основана в 1890 году в ходе строительства Самаро-Златоустовской железной дороги.
На станции производятся все виды грузовых и пассажирских операций: приём и выдача грузов на подъездных путях, повагонное обслуживание складских операций, продажа билетов на поезда местного и дальнего следования, багажные операции; ежесуточно погрузка составляет 25 вагонов, выгрузка — 35 вагонов. Все проходящие пассажирские и скорые поезда имеют здесь короткую остановку, обычно 2 минуты.
В 2002 году станцию реконструировали, удлинив пути, что позволило пропускать поезда длиной 1,5 км и весом 9 тыс. тонн. Услугами станции пользуются промышленные предприятия города: металлургический, светотехнический, лесохимический заводы.

## Дальнее сообщение
По графику 2020 года через станцию курсируют следующие поезда дальнего следования:

### Круглогодичное движение поездов
| № поезда        | Маршрут движения           | № поезда        | Маршрут движения           |
| --------------- | -------------------------- | --------------- | -------------------------- |
| 11              | Владивосток — Самара       | 12              | Самара — Владивосток       |
| 13 «Южный Урал» | Челябинск — Москва         | 14 «Южный Урал» | Москва — Челябинск         |
| 59              | Новокузнецк — Кисловодск   | 60              | Кисловодск — Новокузнецк   |
| 83              | Караганда — Москва         | 84              | Москва — Караганда         |
| 87              | Нижневартовск — Самара     | 88              | Самара — Нижневартовск     |
| 97              | Тында — Кисловодск         | 98              | Кисловодск — Тында         |
| 101             | Нижневартовск — Пенза      | 102             | Пенза — Нижневартовск      |
| 127             | Красноярск — Адлер         | 128             | Адлер — Красноярск         |
| 133             | Томск — Анапа              | 134             | Анапа — Томск              |
| 141             | Екатеринбург — Симферополь | 142             | Симферополь — Екатеринбург |
| 143             | Нижневартовск — Уфа        | 144             | Уфа — Нижневартовск        |
| 147             | Нижневартовск — Астрахань  | 148             | Астрахань — Нижневартовск  |
| 317             | Караганда — Барановичи     | 318             | Барановичи — Караганда     |
| 331             | Новый Уренгой — Уфа        | 332             | Уфа — Новый Уренгой        |
| 351             | Приобье — Уфа              | 352             | Уфа — Приобье              |
| 373             | Тюмень — Махачкала         | 374             | Махачкала — Тюмень         |
| 391             | Челябинск — Москва         | 392             | Москва — Челябинск         |

### Сезонное движение поездов
| № поезда | Маршрут движения         | № поезда | Маршрут движения         |
| -------- | ------------------------ | -------- | ------------------------ |
| 289      | Екатеринбург — Анапа     | 290      | Анапа — Екатеринбург     |
| 425      | Челябинск — Калининград  | 426      | Калининград — Челябинск  |
| 455      | Челябинск — Новороссийск | 456      | Новороссийск — Челябинск |
| 477      | Челябинск — Адлер        | 478      | Адлер — Челябинск        |

## Происшествия
4 июня 1989 года в 1:15 (3 июня в 23:15 по московскому времени) на перегоне Аша — Улу-Теляк произошла крупнейшая в истории СССР железнодорожная катастрофа.